# Autocharis dichocrocis
Autocharis dichocrocis là một loài bướm đêm trong họ Crambidae.